# Niklaus Bernhard Morell

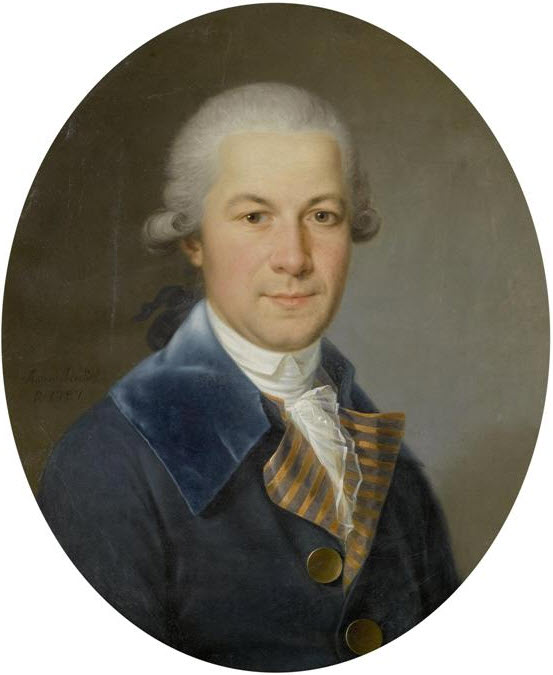
Niklaus Bernhard Morell, Bildnis von Anton Hickel (1787)

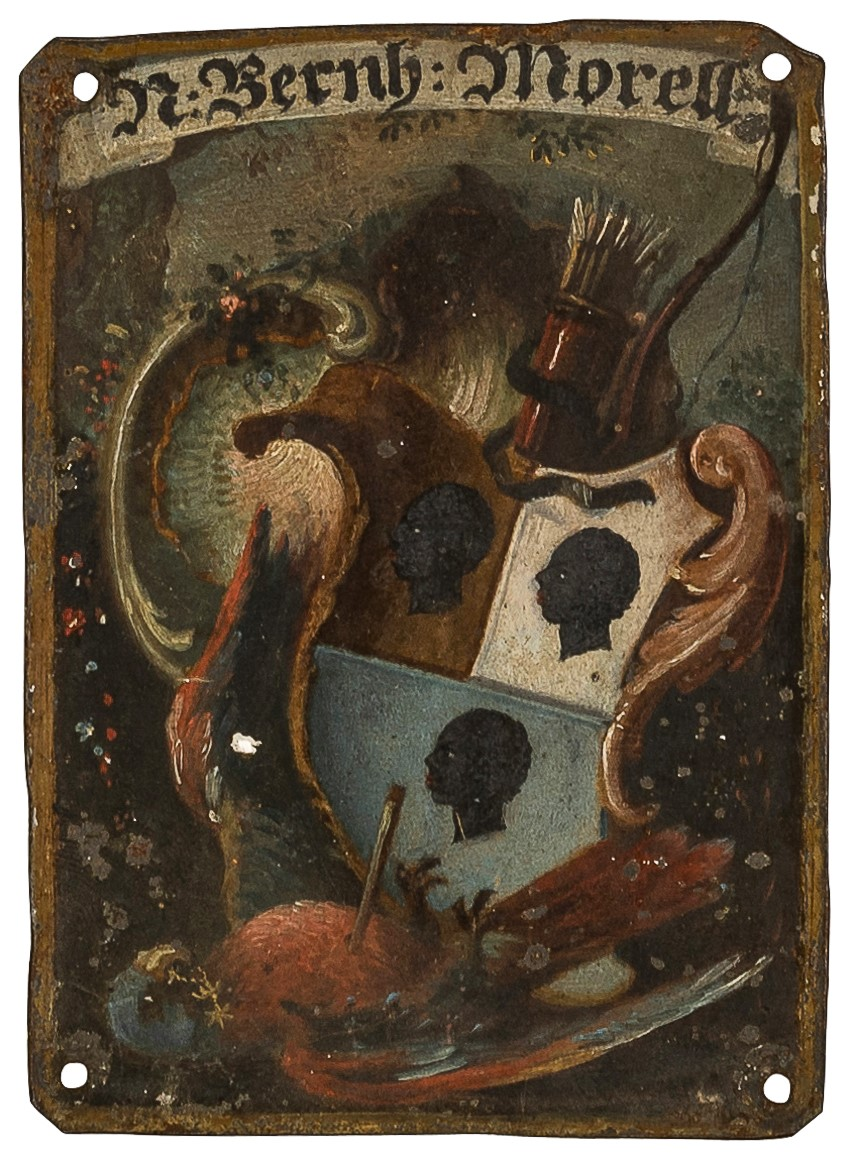
Kirchenortschild für Niklaus Bernhard Morell, in Louis XV-Wappenkartusche, umgeben von Rocaille, Volute, Pfeilköcher und Bogen, im Vordergrund ein mit Pfeil durchbohrter Papagei. Der durchbohrte Papagei ist die Trophäe des Schützenkönigs der Bogenschützengesellschaft in Bern (um 1795)

Niklaus Bernhard Morell (* 19. Oktober 1754 in Bern; † 3. Januar 1835 ebenda) war ein Schweizer Politiker und Offizier.

## Leben
Niklaus Bernhard Morell kam als Sohn des Abraham Morell, Landschreiber zu Wangen, und der Margaretha Stettler in Bern zur Welt. Margaretha Stettler war eine Tochter des Venners Johann Rudolf Stettler (1696–1757). Morells Grossvater war der Münsterdekan Hans Jakob Morell. Niklaus Bernhard Morell war Salzbuchhalter und Hauptmann der Artillerie. Ab 1778 war er Sekretär der Salzdirektion. 1785 heiratete er in Steffisburg Rosina Margaretha Hartmann (1765–1829), Tochter des Johann Rudolf Hartmann und Margaretha Wagner. Gemeinsam mit seinem Bruder Karl Friedrich Morell schenkte er 1794 der Bogenschützengesellschaft die sogenannte Morell-Schale, aus dem Besitz des Salzbuchhalters Hans Jakob Morell (II.) (1616–1663). 1795 gelangte der in den Grossen Rat der Stadt Bern. 1799 wurde er Obmann der reorganisierten Reismusketen-Schützengesellschaft, 1820 wurde er zum ersten Präsidenten der Burgerlichen Ersparniskasse gewählt. Er besass ab 1793 den sogenannten «Stock» in Ittigen, das Breitenrain-Gut und 1805 erwarb er in Bern die heutige Liegenschaft Postgasse 14, bekannt unter dem Namen Morellhaus.

## Archive
- Plan von dem Herrn Artillerie-Hauptmann Morell zugehörenden Breitenrain-Gut, 1820, AA IV 2199 Bern im Katalog des Staatsarchivs Bern.
- Streubestände in der Burgerbibliothek Bern.